# Міддлбрук (Вірджинія)
Міддлбрук (англ. Middlebrook) — переписна місцевість (CDP) в США, в окрузі Огаста штату Вірджинія. Населення — 184 особи (2020).

## Географія
Міддлбрук розташований за координатами 38°4′1″ пн. ш. 79°14′3″ зх. д. / 38.06694° пн. ш. 79.23417° зх. д. (38.066933, -79.234060).  За даними Бюро перепису населення США в 2010 році переписна місцевість мала площу 19,20 км², з яких 19,19 км² — суходіл та 0,01 км² — водойми.

## Демографія
Згідно з переписом 2010 року, у переписній місцевості мешкало 213 осіб у 87 домогосподарствах у складі 65 родин. Густота населення становила 11 особа/км².  Було 101 помешкання (5/км²).
Расовий склад населення:
| - 97,2 % — білих - 2,3 % — осіб інших рас |

До двох чи більше рас належало 0,5 %. Частка іспаномовних становила 2,3 % від усіх жителів.
За віковим діапазоном населення розподілялося таким чином: 22,1 % — особи молодші 18 років, 61,0 % — особи у віці 18—64 років, 16,9 % — особи у віці 65 років та старші. Медіана віку мешканця становила 46,2 року. На 100 осіб жіночої статі у переписній місцевості припадало 117,3 чоловіків;  на 100 жінок у віці від 18 років та старших — 112,8 чоловіків також старших 18 років.
Цивільне працевлаштоване населення становило 85 осіб. Основні галузі зайнятості: виробництво — 48,2 %, науковці, спеціалісти, менеджери — 20,0 %, будівництво — 17,6 %.